# 湯浅宗業
湯浅 宗業（ゆあさ むねなり、建久6年（1195年） - ?）は、鎌倉時代の武士。湯浅宗光の次男。子に湯浅宗家。通称は保田次郎左衛門尉。

## 経歴・人物
紀伊保田荘の地頭。在京して六波羅探題に仕えた。弘長2年（1262年）出家し、明恵に帰依、智眼と号す。荘内に星尾寺を草創、その開基の経緯をしるした「智眼置文」が高山寺にのこる。『十訓抄』の作者ともいわれる。